# Jan Kondzior
Jan Kondzior (ur. 2 stycznia 1948 w Czaczkach Dużych) – polski lekkoatleta, który specjalizował się w biegach długich.

## Kariera
W 1971 roku odpadł w eliminacjach biegu na 1500 metrów podczas halowych mistrzostw Europy. Zdobywca brązowego medal uniwersjady w Moskwie (1973) w biegu na 3000 metrów z przeszkodami. Podczas swojego drugiego występu w halowym czempionacie Starego Kontynentu był ósmy na dystansie 3000 metrów. Od 1970 do 1974 dziesięciokrotnie bronił barw narodowych w meczach międzypaństwowych.
Cztery razy stawał na podium mistrzostw Polski seniorów zdobywając dwa srebra w biegu na 3000 metrów z przeszkodami (Warszawa 1972, Warszawa 1973) oraz po jednym srebrnym krążki w biegu na 5000 metrów (Warszawa 1973) i biegu przełajowym na 4 kilometry (Sanok 1970). Wygrał halowe mistrzostwa kraju w 1974 roku w rywalizacji na dystansie 3000 metrów. 

## Osiągnięcia
| Rok  | Impreza                   | Miejsce   | Konkurencja                   | Lokata     | Wynik   |
| ---- | ------------------------- | --------- | ----------------------------- | ---------- | ------- |
| 1971 | Halowe mistrzostwa Europy | Sofia     | bieg na 1500 m                | eliminacje | 3:50,4  |
| 1973 | Uniwersjada               | Moskwa    | bieg na 3000 m z przeszkodami | 3. miejsce | 8:28,66 |
| 1974 | Halowe mistrzostwa Europy | Sztokholm | bieg na 3000 m                | 8. miejsce | 8:07,75 |

## Rekordy życiowe
- bieg na 3000 metrów – 7:53,8 s. (22 czerwca 1972, Warszawa) - 19. wynik w historii polskiej lekkoatletyki[1]